# Tanaka Ogeretsu
Tanaka Ogeretsu, nota anche con lo pseudonimo di Tanaka Marumero (おげれつ たなか?, Ogeretsu Tanaka; たなかマルメロ?, Tanaka Marumero; Osaka, 3 luglio ...), è una scrittrice e fumettista giapponese specializzata in manga yaoi.

## Opere
- 2012 – Yarichin Bitch Club
- 2014 – Koi to wa baka de aru koto da
- 2014 – Love Whispers, Even in the Rusted Night
- 2014 – The Proper Way to Write Love
- 2015 – Escape Journey
- 2015 – Hadakeru kaibutsu
- 2015 – Neon Sign Amber
- 2017 – Oretachi maji-kō destroy
- 2019 – Daisy Jealousy